# گنداب (درگز)
گنداب (درگز)، روستایی از توابع بخش چاپشلو شهرستان درگز در استان خراسان رضوی ایران است.

## جمعیت
این روستا در دهستان قره باشلو قرار دارد و براساس سرشماری مرکز آمار ایران در سال ۱۳۸۵، جمعیت آن ۶۷ نفر (۱۶خانوار) بوده‌است.